# Osornillo
Osornillo – gmina w Hiszpanii, w prowincji Palencia, w Kastylii i León, o powierzchni 18,18 km². W 2011 roku gmina liczyła 73 mieszkańców.